# Aursunden

Aursunden är en sjö inom Glommas källområde i Trøndelag fylke, nordost om Røros nära gränsen mot Sverige.
Genom kraftverksbyggen i Glomma har Aursunden reglerats, vatten nivån har sänkts och avtappas genom en tunnel, och försetts med en damm för högvatten. Aursundens högsta vattenstånd är 690 meter över havet med en areal av 44 kvadratkilometer och lägsta 684,1 meter med en areal av 31 kvadratkilometer. Växlingarna i sjöns vattennivå har påverkat sjöns bestånd av röding. Före regleringarna hade sjön ett största vattendjup på 36 meter.